# Thelypteris longisora
Thelypteris longisora är en kärrbräkenväxtart som beskrevs av Alan Reid Smith. Thelypteris longisora ingår i släktet Thelypteris och familjen Thelypteridaceae. Inga underarter finns listade.